# Josephinum
Lo Josephinum, noto anche come Collegium-Medico-Chirurgicum-Josephinum, fu un'accademia di medicina e chirurgia di Vienna per la formazione di medici militari dell'esercito austriaco. Oggi, gli edifici dell'ex Josephinum ospitano l'Institut für Geschichte der Medizin dell'Università di Medicina di Vienna, oltre che altri istituti e uno spazio espositivo per mostre temporanee.

## Storia
Lo Josephinum fu fondato dall'imperatore Giuseppe II d'Asburgo-Lorena nel 1784 come Accademia imperial-regia di medicina e chirurgia per la formazione di medici e chirurghi per l'esercito e fu inaugurato il 7 novembre 1785. L'iniziativa fu presa dal chirurgo personale di Giuseppe, Giovanni Alessandro Brambilla, al quale l'imperatore aveva affidato nel 1779 la gestione dell'intero sistema medico militare austriaco, che necessitava di molte riforme.
Lo Josephinum nacque da una scuola di medicina e chirurgia che Giuseppe aveva istituito nell'ospedale militare di Gumpendorf nel 1781 su iniziativa di Brambilla, che ne fu direttore del collegio fino al 1795. Il 3 febbraio 1786, l'accademia fu equiparata a tutte le altre facoltà e ottenne il diritto di laureare dottori e maestri di medicina e chirurgia.
In occasione dell'inaugurazione, Giuseppe II fece coniare una moneta commemorativa da 40 ducati.
Tra il 1783 e il 1785 fu costruito un nuovo edificio per l'Accademia nell'allora municipalità di Alservorstadt, nell'attuale 9º distretto di Vienna Alsergrund, in Währinger Straße 25, secondo i progetti dell'architetto Isidor Marcellus Amandus Canevale. A tale scopo furono acquistati e demoliti un vecchio poligono di tiro e una casa padronale. Il sito dell'edificio fu scelto in considerazione del vicino Ospedale del quartier generale della Guarnigione Militare (Militär-Garnisons-Hauptspital - poi Ospedale della Guarnigione n. 1), costruito nel 1783-84 sull'attuale Van-Swieten-Gasse.
Dopo la morte di Giuseppe II, l'Accademia ricevette molta meno attenzione da parte del governo. Su iniziativa dell'allora direttore Johann Nepomuk Isfordink, il 27 ottobre 1822 Francesco II d'Asburgo-Lorena equiparò l'Accademia alle altre università dell'Impero austriaco. Dopo un'interruzione di tre anni, le lezioni furono riprese il 6 novembre 1824, e continuarono fino alla soppressione dell'Accademia, decisa nel 1849 dall'imperatore Francesco Giuseppe I d'Austria. L'Accademia fu riaperta nel 1854 come istituto di formazione per medici da campo con il rango di accademia militare, e venne infine chiusa nel 1874.

## Museo di storia della medicina

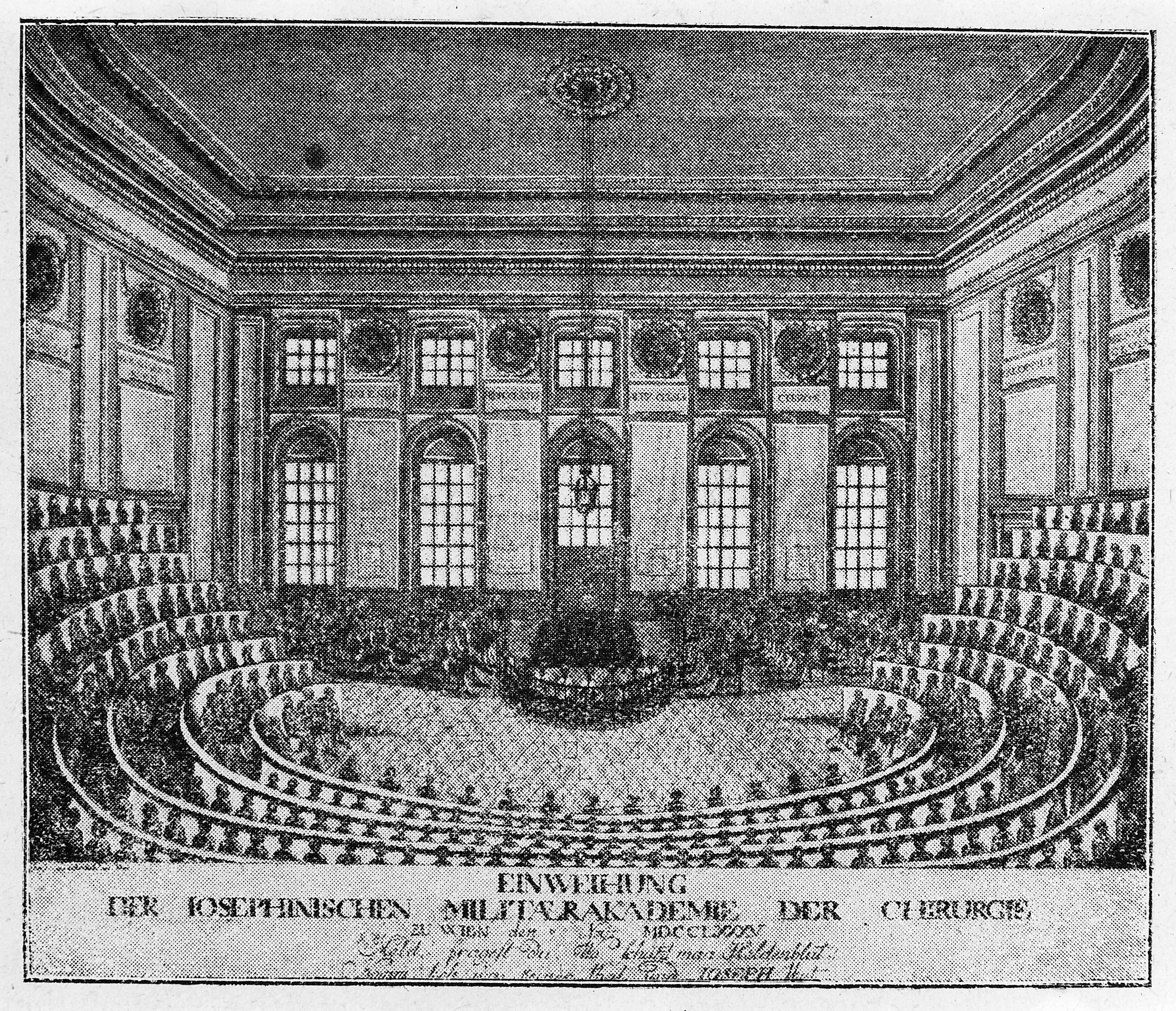
L'aula magna del Josephinum.

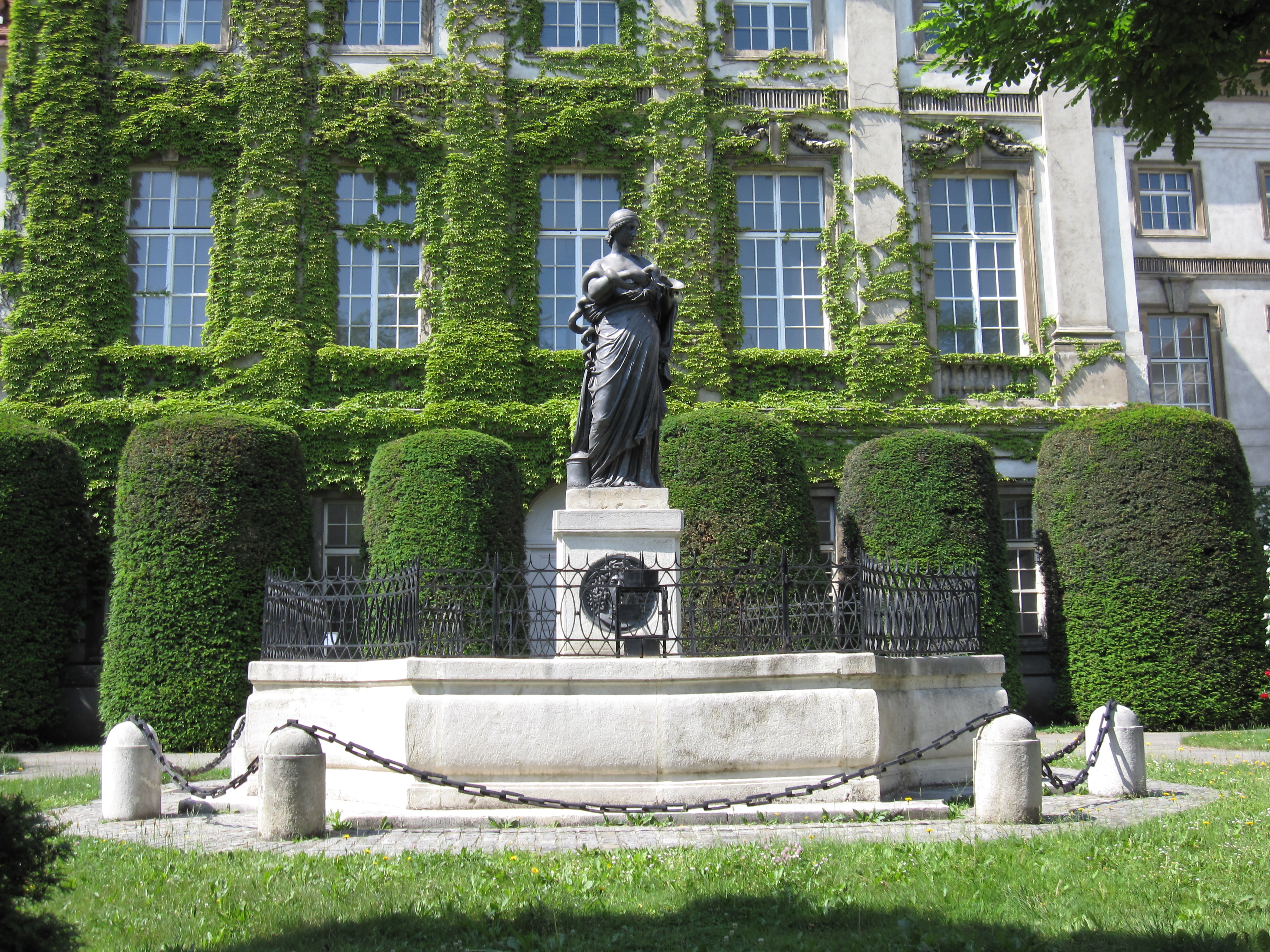
La fontana con la statua di Igea (Hygieia-Brunnen) all'esterno dell'edificio.

### Descrizione dell'edificio
Lo storico dell'arte Hans Tietze volle riconoscere nell'edificio una versione in miniatura della Biblioteca nazionale austriaca. Nell'ala centrale si trova infatti una grande scalinata con gradini in pietra bianca e dura della cava di Kaiserstein, e a livello stilistico l'edificio segna la svolta dal classicismo barocco di periodo giuseppino (Josephinischen Barockklassizismus) al Neoclassicismo vero e proprio.

La biblioteca dello Josephinum era dotata di 6.000 volumi, e per 30.000 fiorini l'imperatore fece anche realizzare degli esemplari in cera per l'annesso museo anatomico-patologico, e che oggi sono considerati una delle attrazioni più affascinanti della capitale austriaca. Vi erano inoltre collezioni mineralogiche, botaniche e zoologiche.
Nel giardino antistante l'edificio si trova la statua di Igea, dea della medicina, realizzata in piombo da Johann Martin Fischer (1787).

### Ristrutturazioni
A partire dal febbraio 2019, l'edificio è stato ristrutturato con un costo di circa 11 milioni di euro. Le condizioni originali del XVIII secolo sono state parzialmente ripristinate, ad esempio smantellando la storica aula magna, alta nove metri.
Dopo la ristrutturazione, il Josephinum è stato riaperto il 29 settembre 2022 e aperto al pubblico come Museo di Storia della Medicina. Ad oggi ospita l'Istituto di Storia della Medicina e possiede un'importante collezione sulla storia della medicina, come la collezione di modelli anatomici in cera risalenti alla fine del XVIII secolo.

### Collezione di cere anatomiche

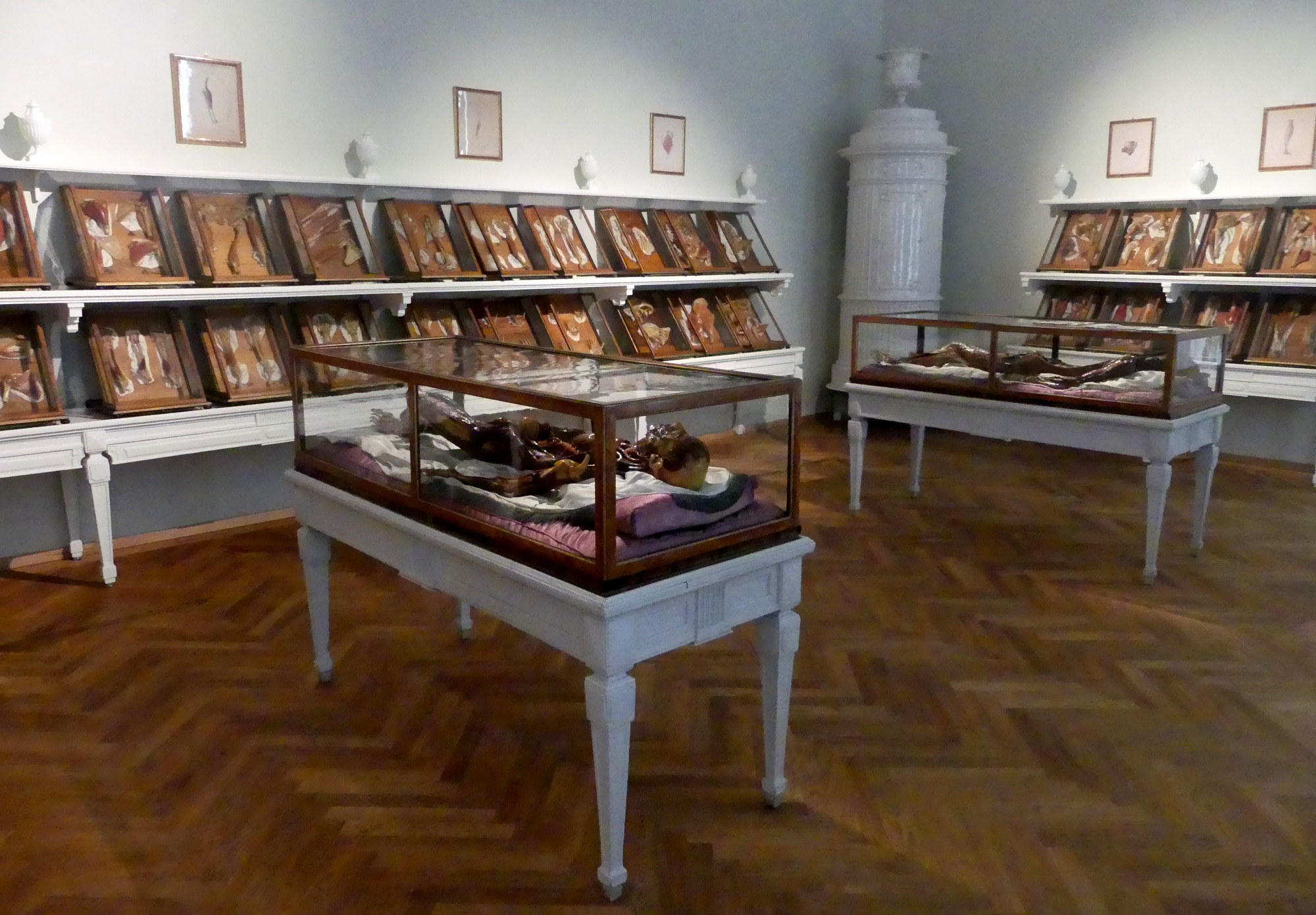
Collezione di cere anatomiche dello Josephinum di Vienna.

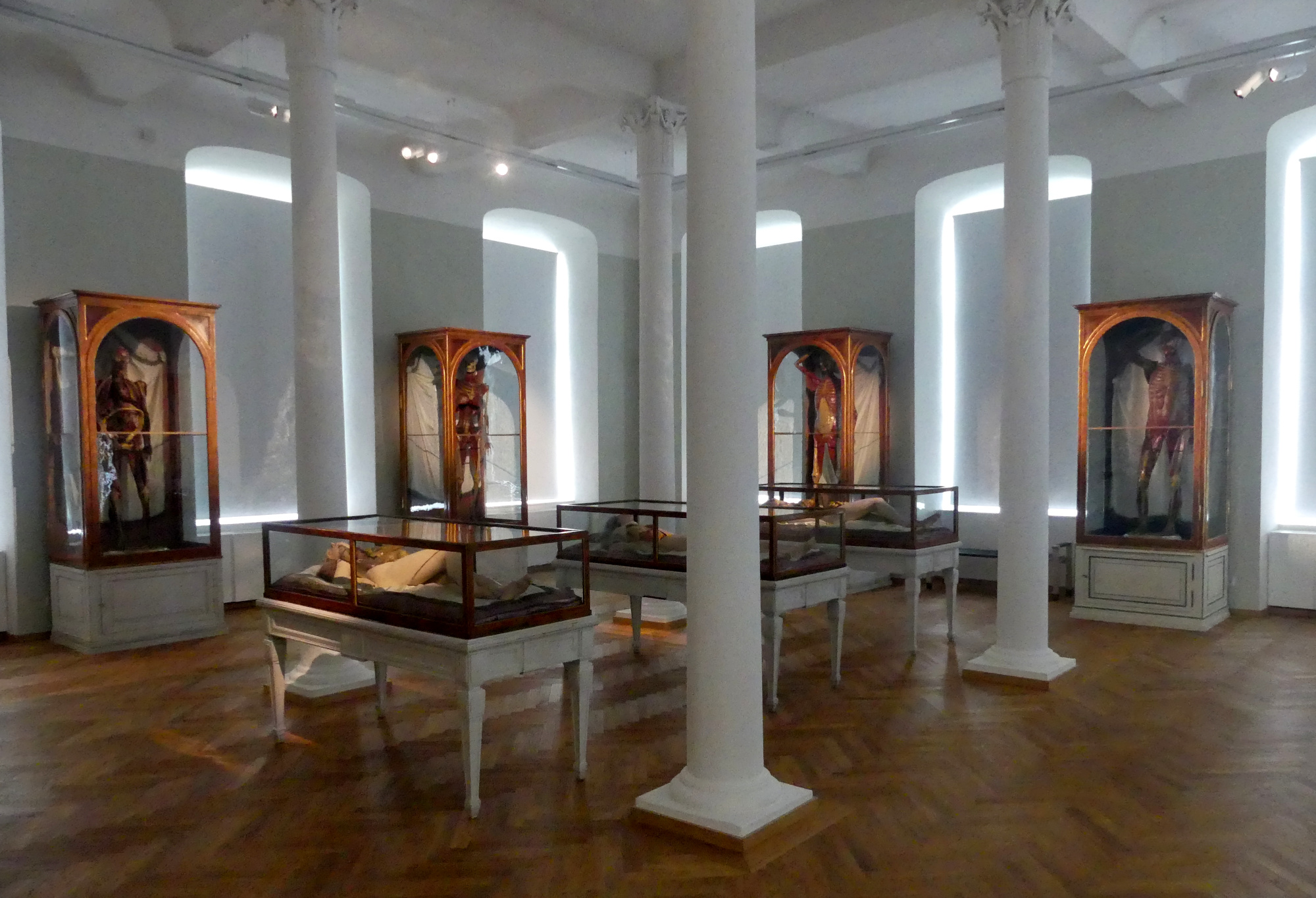
Sala delle Veneri anatomiche.

La parte più importante della collezione è sicuramente quella dedicata alle figure anatomiche in cera, che può essere fatta risalire all'iniziativa dell'imperatore Giuseppe II. Incuriosito dai modelli in cera di Firenze commissionati dal fratello - il Granduca di Toscana e poi imperatore Leopoldo II d'Asburgo-Lorena - Giuseppe II ordinò un totale di 1.192 modelli per la neonata Accademia di Vienna, per un valore di 30.000 fiorini. L'idea gli venne durante uno dei suoi viaggi in Italia nel 1769, dove aveva visitato il fiorentino Museo di storia naturale sezione di zoologia La Specola, che suo fratello Leopoldo aveva arredato con esemplari anatomici di piante e animali realizzati in cera. Alla fine del XVIII secolo, difatti, l'Italia settentrionale era un centro fiorente dell'arte della modellazione in cera, e ben presto gli strumenti didattici come i modelli ostetrici in cera sostituirono quelli utilizzati precedentemente in terracotta e argilla. La cera non solo era più facile da scolpire, ma anche più economica. 

I creatori dei modelli anatomici erano anatomisti, fisiologi e storici della scienza di talento artistico, che lavoravano sotto la direzione di Paolo Mascagni (1752-1815), famoso anche per le sue ricerche sul sistema linfatico, e Felice Fontana (1720-1805). I medici di Firenze lavorarono per sei anni su commissione dell'imperatore, e i primi modelli vennero terminati nel 1784, smontati in componenti separati, imballati e caricati su un convoglio di persone e muli in partenza da Firenze. Passarono per Bologna e Verona, attraversarono il Brennero e furono trasportati sulle rive del Danubio, prima di essere spediti da Linz a Vienna. Nel progettare le figure a corpo intero, i modellatori furono influenzati dalle rappresentazioni artistiche più in voga all'epoca. Ad esempio, per alcuni corpi utilizzarono forme tratte dagli schizzi di Michelangelo, ricordando santi e martiri estasiati, mentre i corpi delle donne venivano realizzati con gusto e caratteristiche barocche.
I modelli anatomici in cera furono poi utilizzati nell'Accademia a partire dal 1786 come parte del programma didattico di formazione dei giovani medici-chirurghi, ma erano anche accessibili al pubblico interessato in generale, con l'obiettivo di educarlo alla struttura del corpo umano. In pieno spirito dell'Illuminismo, Giuseppe II voleva infatti che il popolo avesse accesso a una migliore istruzione. Le vetrine potevano essere aperte, per consentire un esame più ravvicinato degli oggetti, e sopra ogni teca era posto un disegno anatomico a colori acquerellati, con griglia e numeri per spiegare il modello stesso. Inoltre, sotto alla teca vennero aggiunti dei cassetti con spiegazioni in italiano e latino, e alcune traduzioni in tedesco.
La collezione viennese di cere anatomiche è considerata la più importante dopo quella fiorentina conservata oggi presso il Museo di storia naturale sezione di zoologia La Specola. Con 1.200 esemplari e unica al mondo per vastità e importanza storico-scientifica, la collezione della Specola fu voluta dal Granduca Pietro Leopoldo, fratello minore di Giuseppe II, e da Felice Fontana - il primo direttore del Reale Museo di fisica e storia naturale - con lo scopo di insegnare l'anatomia tridimensionalmente, senza bisogno di ricorrere sempre alla dissezione di cadaveri. Nel modo più chiaro possibile, i modelli in cera fiorentini e viennesi rappresentano un esempio perfetto di collezione didattica dell'epoca dei Lumi, e la maggior parte di essi è rimasta ben conservata fino ad oggi. Allo Josephinum, questi modelli sono esposti in sette sale nelle loro vetrine originali in legno di palissandro e vetro di Murano.

## Influenza culturale
Lo Josephinum ornava il retro della banconota da 50 Schilling (Scellino austriaco) emessa il 19 ottobre 1987.
Il museo, e in particolare la sua collezione di cere anatomiche, è citato dalla scrittrice polacca Olga Tokarczuk nel suo libro Flights (in polacco Bieguni), pubblicato in Italia da Bompiani nel 2019 con il titolo I vagabondi. Nel romanzo, la scrittrice descrive alcuni musei da lei visitati, tra cui proprio lo Josephinum di Vienna, e narra di come l'imperatore Giuseppe II raccoglieva "ogni manifestazione dell'aberrazione del mondo" nel suo "gabinetto delle curiosità".